# Richard Lyon
Richard Avery Lyon (7 de septiembre de 1939-8 de julio de 2019) fue un deportista estadounidense que compitió en remo. Participó en dos Juegos Olímpicos de Verano en los años 1964 y 1972, obteniendo una medalla de bronce en Tokio 1964 en la prueba de cuatro sin timonel.

## Palmarés internacional
| Juegos Olímpicos | Juegos Olímpicos | Juegos Olímpicos  | Juegos Olímpicos   |
| Año              | Lugar            | Medalla           | Prueba             |
| ---------------- | ---------------- | ----------------- | ------------------ |
| 1964             | Tokio (Japón)    | Medalla de bronce | Cuatro sin timonel |